# Parafia Matki Bożej Saletyńskiej w Trzciance
Parafia pw. Matki Bożej Saletyńskiej w Trzciance – parafia rzymskokatolicka należąca do dekanatu Trzcianka, diecezji koszalińsko-kołobrzeskiej, diecezji koszalińsko-kołobrzeskiej. Obsługiwana jest przez księży diecezjalnych. Siedziba parafii mieści w Trzciance.

## Historia parafii
Od 1997 funkcjonowała jako samodzielny wikariat w ramach trzcianeckiej Parafii pw. św. Jana Chrzciciela. 21 czerwca 1998 została erygowana jako parafia przez ówczesnego ordynariusza koszalińsko-kołobrzeskiego bp. Mariana Gołębiewskiego. 

## Miejsca święte

### Kościół parafialny
Kościół pw. Matki Bożej Saletyńskiej w Trzciance
Kościół (lub kaplica) parafialny, zbudowany w 1998, mieści się przy ul. Witosa 5.

### Kościoły filialne i kaplice
Kościół pw. Matki Bożej Saletyńskiej w Straduniu
W Straduniu znajduje się kościół (lub kaplica) filialny, wybudowany w 1985 i pobłogosławiony 22 września 1985.

## Obszar parafii

### Miejscowości i ulice
W granicach parafii znajdują się miejscowości
- Gintorowo,
- Smolarnia,
- Straduń.

## Duszpasterze

### Proboszczowie parafii
- ks. Ireneusz Maraszkiewicz (1997-2010)
- ks. Andrzej Żołyniak (od 2010)